# Clerus
Clerus là một chi bọ cánh cứng trong phân họ Clerinae, họ Cleridae.

## Các loài
- Clerus africanus
- Clerus dealbatus
- Clerus formosanus
- Clerus guishanensis
- Clerus intermedius
- Clerus klapperichi
- Clerus mutillaeformis
- Clerus mutillarius
- Clerus mutillaroides
- Clerus sinae
- Clerus thanasimoides